# Trochosa magdalenensis
Trochosa magdalenensis är en spindelart som först beskrevs av Embrik Strand 1914.  Trochosa magdalenensis ingår i släktet Trochosa och familjen vargspindlar.
Artens utbredningsområde är Colombia. Inga underarter finns listade i Catalogue of Life.